# Nakao Akimasa
Nakao Akimasa (* 1948 in Ena) ist ein japanischer Chirurg, bekannt als Pankreas-Chirurg.
Nakao studierte am Nagoya Hospital System, an dem er 1980 Mitglied der Fakultät wurde. Er spezialisierte sich früh auch Bauchspeicheldrüsenkrebs. Nach einigen Rückschlägen stellte man ihn vor die Wahl die Forschung zu verlassen oder sich in Lebertransplantation weiterzubilden, was er einige Jahre an der University of Pittsburgh tat. 1999 erhielt er eine volle Professor an der Universität Nagoya und wurde Leiter der gastroenterologischen Chirurgie. Nach seiner Emeritierung war er Direktor des Nagoya Central Hospital der Central Japan Railway. Er ist weiter als Chirurg aktiv (2021), wobei er in Japan als letzte Instanz gilt, der auch Patienten operiert, die zuvor bei anderen Chirurgen als inoperabel abgelehnt worden.
Akimasa Nakao entwickelte einen antithrombogenen Bypass-Katheter für die Pfortader und den mesenterischen Zugang zur Duodenopankreatektomie. Dabei werden die feine Blutgefäße in der Umgebung der Pankreas, die bei Bauchspeicheldrüsenkrebs häufig auch befallen sind, freipräpariert und das befallene Gewebe sorgfältig entfernt. 
Für seinen Bypass-Katheter für die Pfortader erhielt er 2008 den Aoki Award. Er war 2010 Präsident der Japan Surgical Society und der Japan Pancreas Society. 2018 wurde er Honorary Fellow des American College of Surgeons.
Er veröffentlichte über 550 wissenschaftliche Aufsätze und über 20 Buchkapitel (2018).

## Schriften (Auswahl)
- mit H. Takagi: Isolated pancreatectomy for pancreatic head carcinoma using catheter bypass of the portal vein, Hepatogastroenterology, Band 40, 1993, S. 426–429.
- The mesenteric approach in pancreatoduodenectomy, Dig Surg., Band 33,  2016; S. 308–313
- Nakao mesenteric approach in pancreatoduodenectomy for pancreatic head cancer, Journal of Pancreatology, Band 2, 2019, S. 117–122, Online